# Edificio Intendencia Fluvial
La Intendencia Fluvial es un edificio público situado a orillas del caño de la Tablaza o de las Compañías, brazo del río Magdalena en Barranquilla, Colombia.
Se considera un ícono cultural de Barranquilla.

## Historia
El edificio fue construido entre 1926 y 1928, y entró en servicio el 24 de junio de 1935.
En él se realizaba el control del tráfico fluvial por el río Magdalena. Adyacentes se encontraban las sedes de distintas compañías fluviales y navieras, por lo que el caño a la orilla del que se encuentra también se conoce como "de las Compañías", que a su vez comunica el centro de la ciudad con el cuerpo principal del río Magdalena.
El edificio cayó en desuso en los años 1940 debido a la disminución de la navegación fluvial, que perdió importancia ante el puerto de Buenaventura en el océano Pacífico y ante el incremento del transporte aéreo y por carretera.
Fue restaurado en 2014 bajo la dirección de la arquitecta Katia González Ripoll. Desde entonces alberga las oficinas de la Secretaría de Cultura, Patrimonio y Turismo. El mismo año, se construyó en sus alrededores la plaza del río Grande de la Magdalena.

## Arquitectura

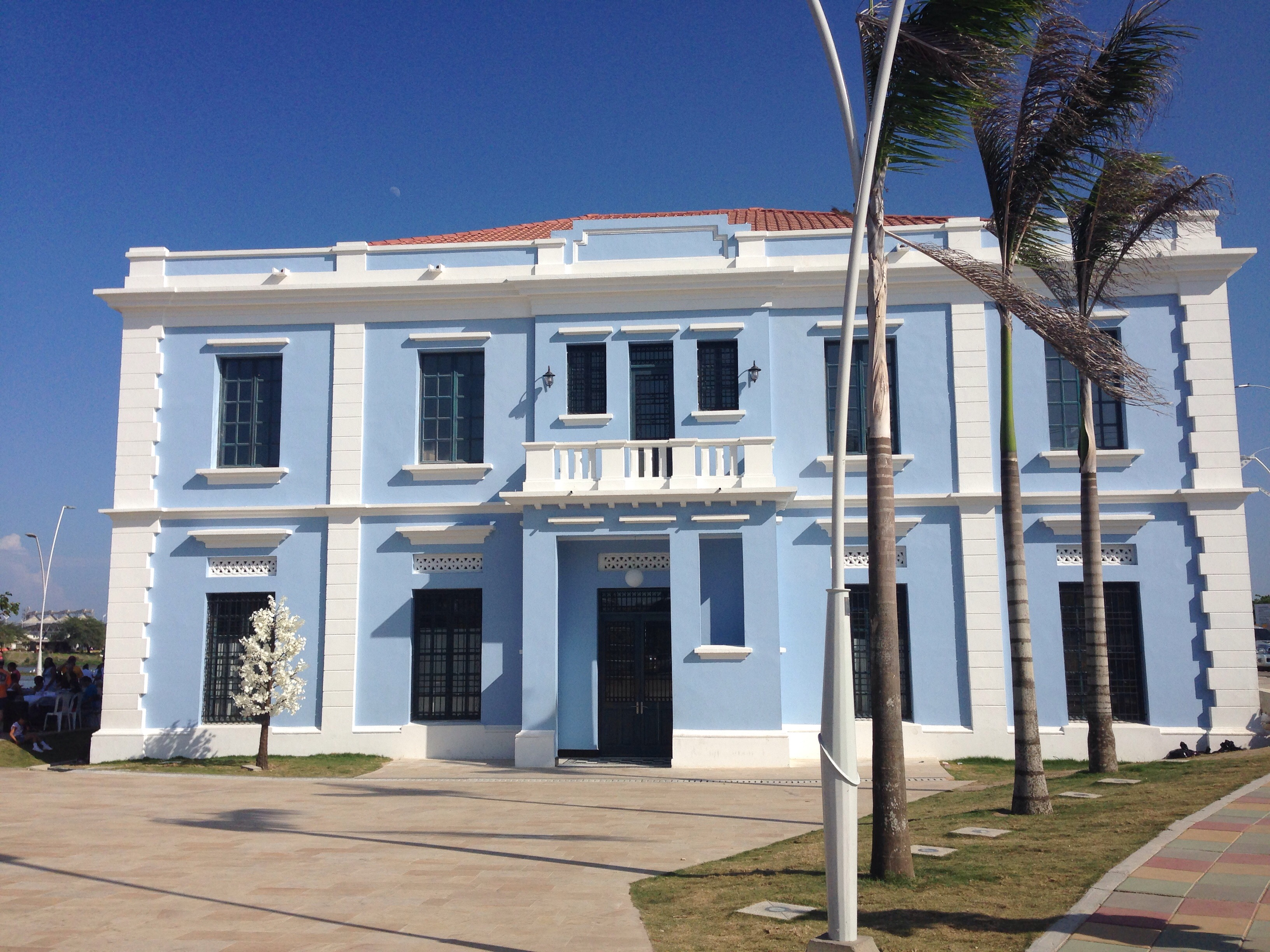
Fachada occidental.

El edificio se encuentra en la Vía 40 # 36-135. Consta de dos pisos que se elevan sobre una planta rectangular. Las fachadas opuestas son iguales entres sí. En las de los costados oriental y occidental el acceso central está enmarcado por columnas, hay seis ventanas regularmente repartidas y en el segundo piso hay un balcón. Estas fachadas son más amplias que las que dan al norte y al sur, en las que solo hay balcones aleros en el centro de cada una.